# Courbevoie
Courbevoie é uma comuna francesa na região administrativa da Ilha de França, no departamento de Hauts-de-Seine. Estende-se por uma área de 4,17 km², com aproximadamente 85.000 habitantes, segundo o censo de 2008, e densidade demográfica de 20.397 hab/km².
O bairro de La Défense, principal distrito empresarial da aglomeração parisiense, estende-se em parte sobre Courbevoie (sendo o restante partilhado entre as comunas de Puteaux e Nanterre).

## História

### Antiguidade
Inicialmente, Courbevoie era uma pequena aldeia de pescadores e viticultores.

### Idade Média
No século VIII, a vila dependia da Abadia de Saint-Wandrille (no Sena Marítimo, perto de Caudebec-en-Caux); depois passou sob a autoridade do abade de Saint-Denis no século XII.
Em meados do século XII, os Courbevoisiens conquistam a liberdade de vender de forma livre seus produtos, sem impecílio. No entanto, a vila dependeu da paróquia de Colombes até 1787.

### Época moderna
Em 1606, enquanto que o Rei Henrique IV e a Rainha Maria de Médici estavam retornando de Saint-Germain-en-Laye, emprestaram a balsa para atravessar o Sena para voltar a Paris. A carruagem real caiu na água. Após este "naufrágio" Henrique IV encarregou Sully para construir uma ponte no local do atual Ponte de Neuilly. A ponte inicialmente de madeira foi reconstruída em pedra no século XVIII por Jean-Rodolphe Perronet, engenheiro do rei. Em 1938, foi substituída por uma ponte metálica concluída em 1946.
Antes da Revolução Francesa, existia em Courbevoie um convento dito dos Penitentes, fundado em 1658 por Jean-Baptiste Forne.

### Época contemporânea

#### Nascimento de uma cidade
Havia um castelo e um quartel (caserne Charras) construído sob Luís XV para receber as Guardas suíças. Em 1814, o governo provisório foi estabelecido no quartel de Courbevoie um hospital militar destinados aos feridos das Forças Aliadas.
É por esta ponte que passou em 14 de dezembro de 1840 a procissão trazendo as cinzas de Napoleão desde Santa Helena até os Invalides. Além disso, até 1914, um bonde a vapor passou pela ponte.
Até meados do século XVIII, Courbevoie era uma vila de algumas centenas de habitantes. No final da década de 1730, Courbevoie tornou-se uma cidade de guarnição. A vila viu então sua população dobrar. Operários, arquitetos e muitos pequenos empresários aí se estabeleceram. Ao mesmo tempo, até o final do século XIX, o cultivo de vinhas continuou sendo uma atividade importante de Courbevoie.

#### Cidade industrial
A cidade adquire sua autonomia em 1790 e se torna uma cidade-sede de cantão em 1829. Enquanto Courbevoie tinha menos de 1 500 habitantes no final do século XIX, a população aumentaria muito rapidamente no próximo século, chegando a 25 000 habitantes no final do século XIX devido ao desenvolvimento do artesanato, da indústria e dos meios de transporte (incluindo a ferrovia).
Durante o século XX, a Primeira e Segunda Guerra Mundial irão profundamente marcar a cidade que teve importantes danos e muitas vítimas devido ao bombardeio.
Após a guerra, com o desenvolvimento do bairro de La Défense, a atividade econômica de Courbevoie aumentou significativamente. Ao mesmo tempo, uma vasta operação de planejamento urbano está em andamento para transformar a cidade nos bairros modernos com inúmeras habitações, lojas, instalações públicas, infraestruturas esportivas e culturais.

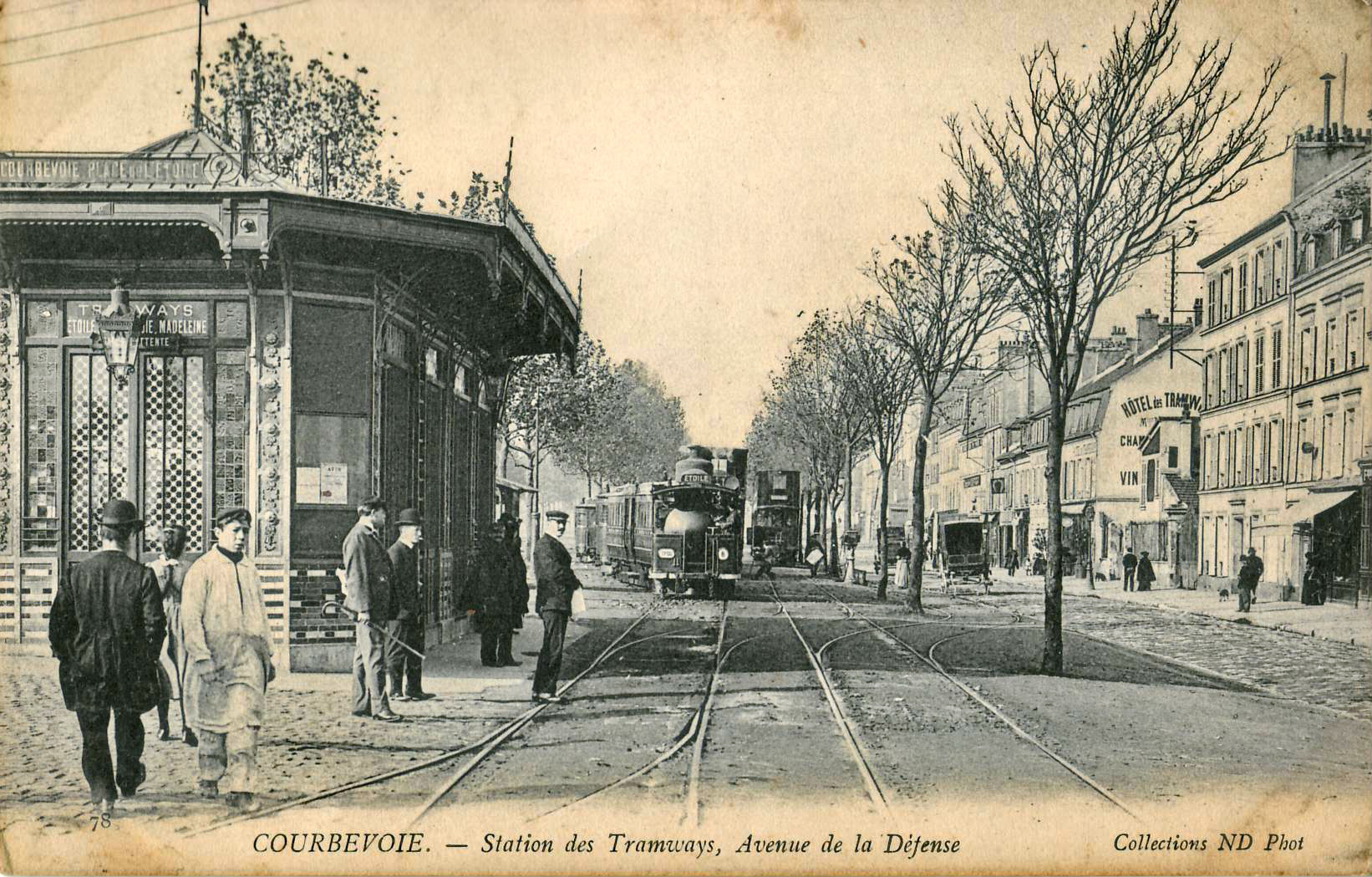
Estação de tramways a vapor da TPDS, na N 13.
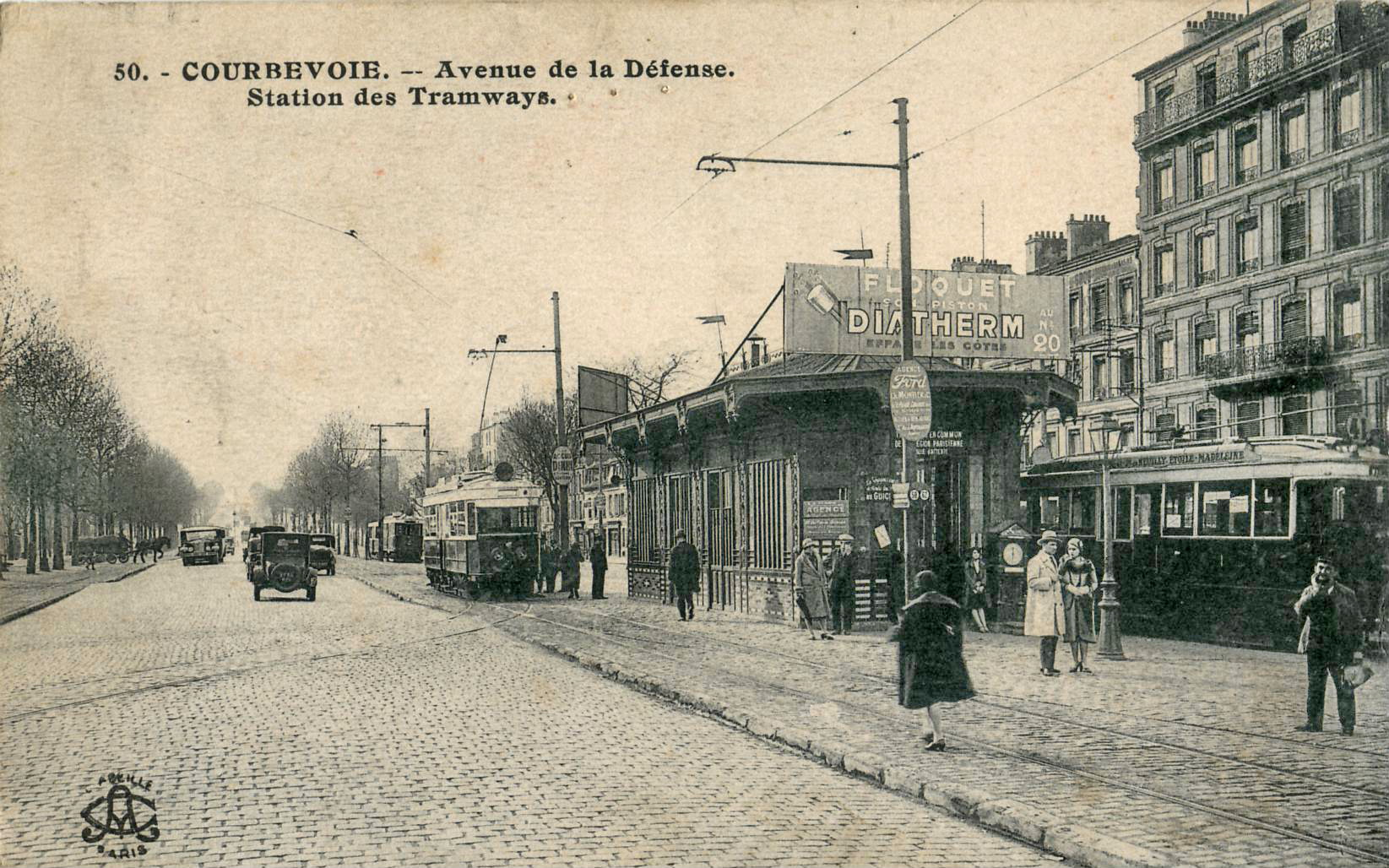
No período entre guerras, no tempo dos bondes elétricos da STCRP.
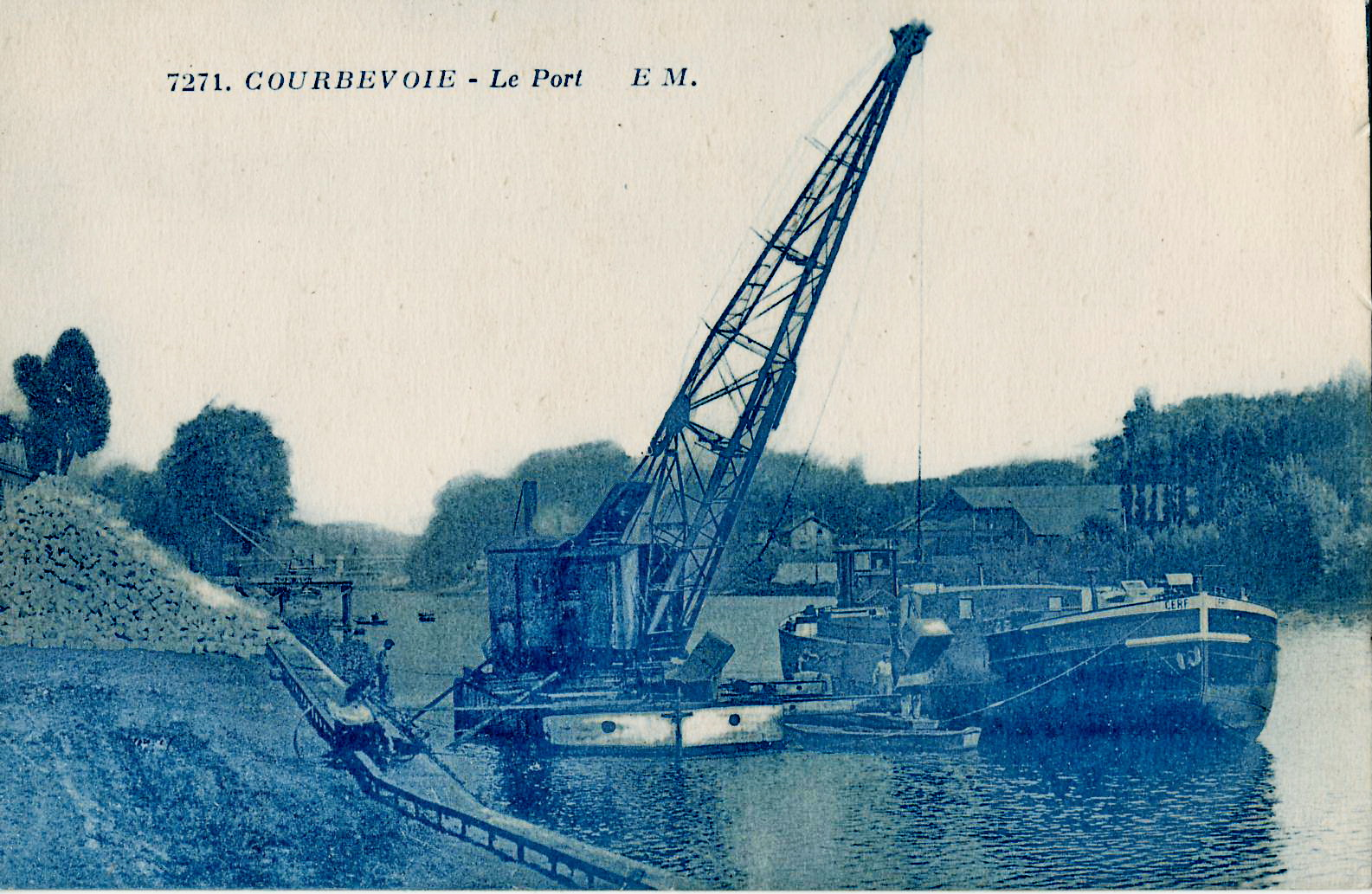
Antes de se tornar uma comuna terciária, a atividade econômica da cidade foi voltada para o Sena
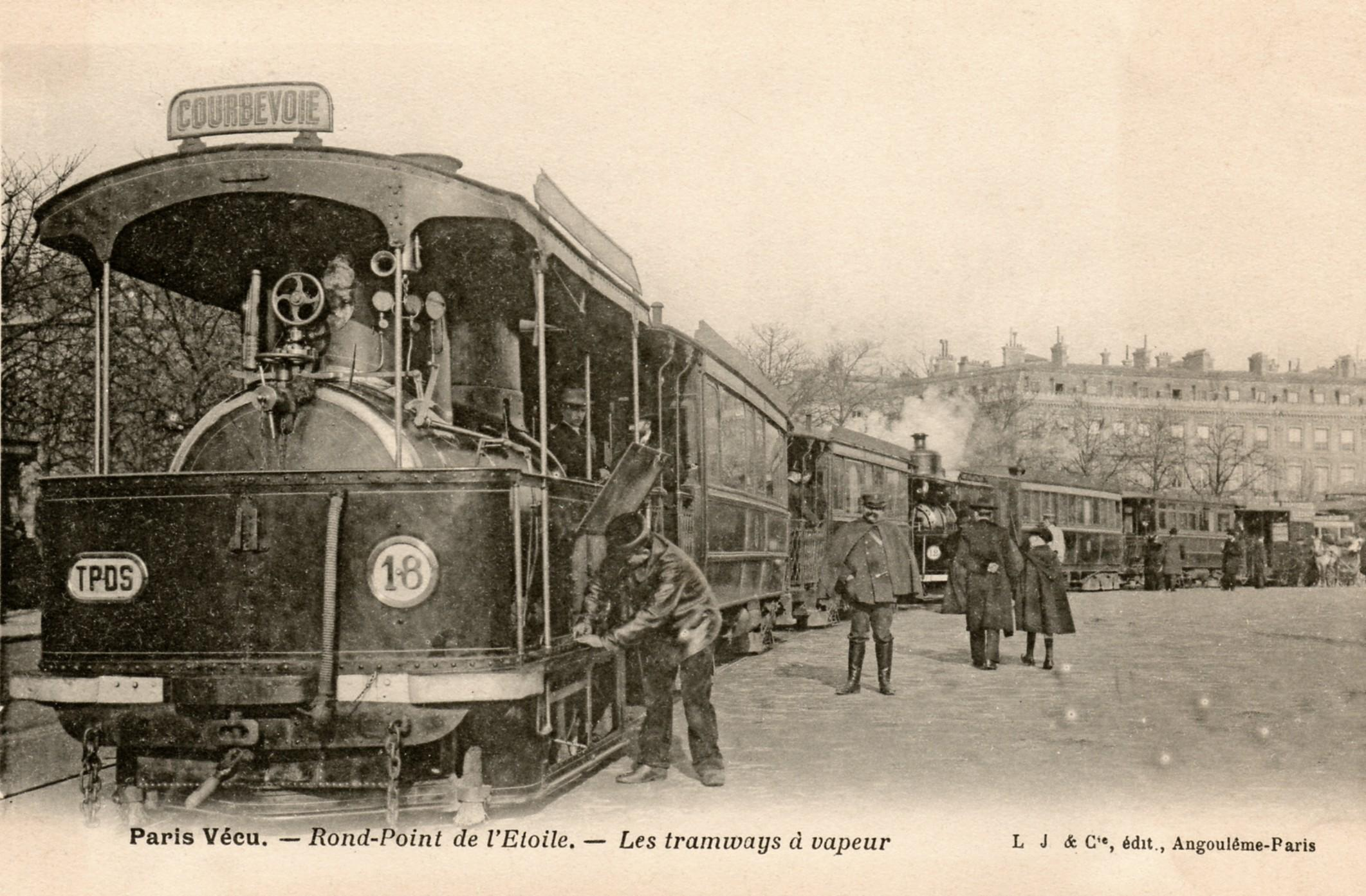
Linha criada pelo PSG, place de l'Étoile em Paris a Courbevoie e Saint-Germain-en-Laye.
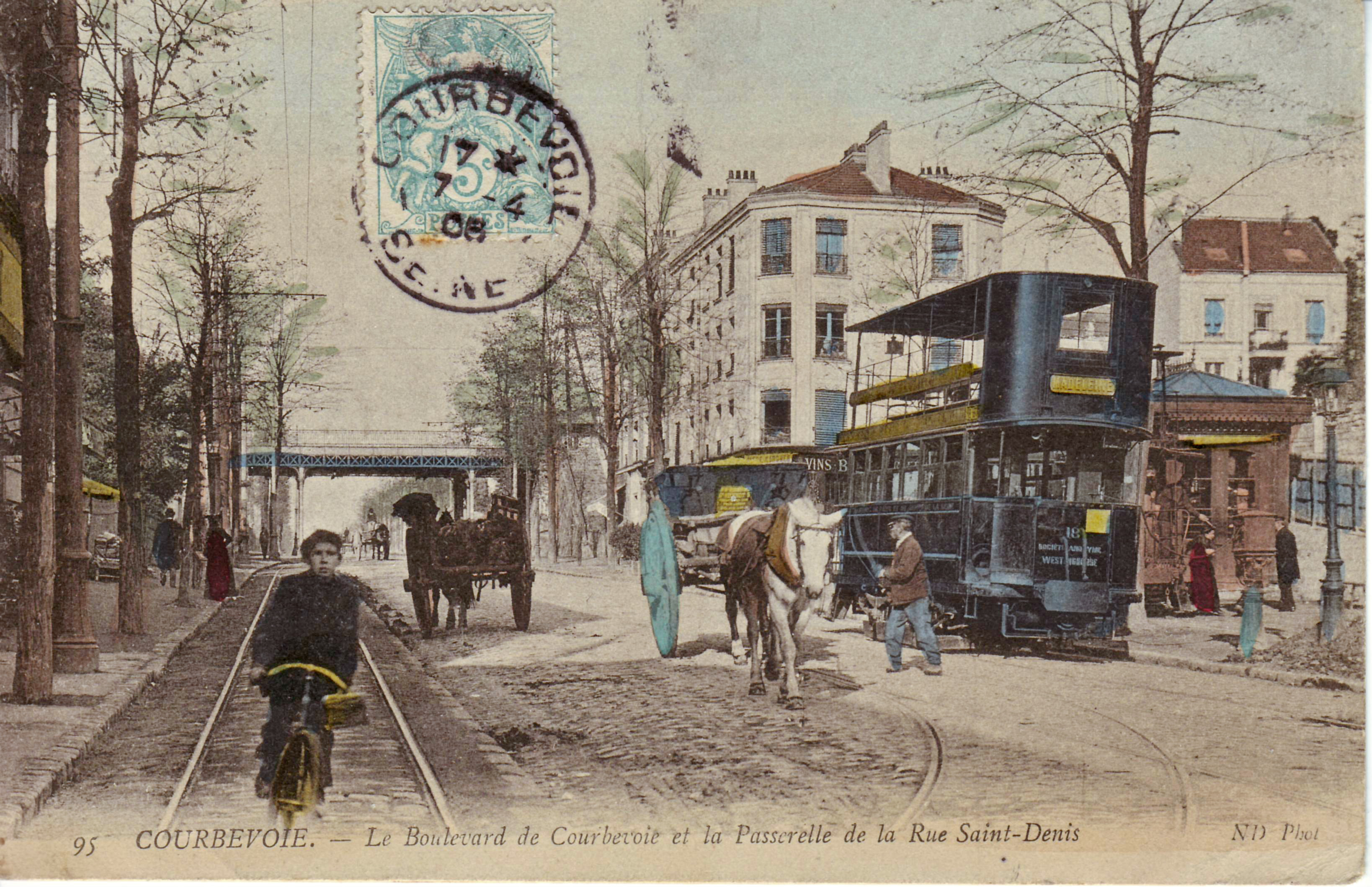
Boulevard de Courbevoie.
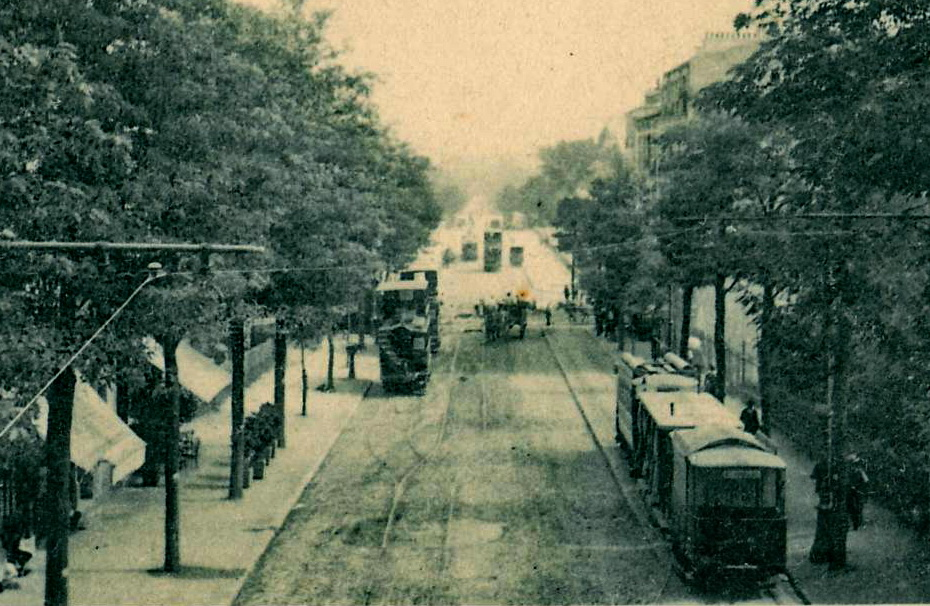
Pont de Courbevoie.

#### Modernização
Pouco depois da sua industrialização, Courbevoie passa a um status de cidade de vocação terciário. Em 1958, o EPAD foi criado com a missão de desenvolver o sítio de La Défense. O estabelecimento se fundiu com a EPASA em 2010, para tornar a EPADESA o primeiro bairro de negócios europeu antes de Londres e Frankfurt, este território estratégico para a economia nacional está localizado nos territórios de Courbevoie, Nanterre e Puteaux.

No final de 2010, a Cidade estava desenvolvendo um projeto de remodelação das margens do Sena na altura do bairro de La Défense, resultando na cobertura da Route Départementale 7 sobre os cais do Sena.

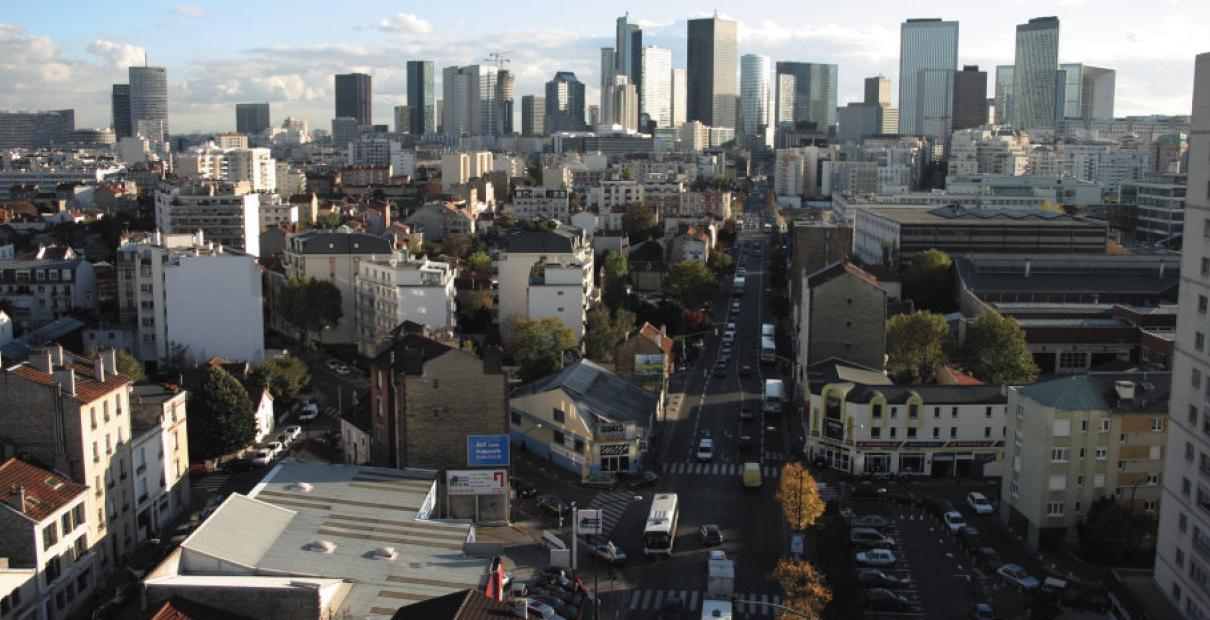
Courbevoie vista de La Garenne-Colombes

## Demografia
| 1793  | 1800  | 1806  | 1821  | 1831  | 1836  | 1841  | 1846  | 1851  |
| ----- | ----- | ----- | ----- | ----- | ----- | ----- | ----- | ----- |
| 1 400 | 1 316 | 1 500 | 1 372 | 1 923 | 2 488 | 2 763 | 3 768 | 4 302 |

| 1856  | 1861   | 1866  | 1872   | 1876   | 1881   | 1886   | 1891   | 1896   |
| ----- | ------ | ----- | ------ | ------ | ------ | ------ | ------ | ------ |
| 5 548 | 10 553 | 9 862 | 13 288 | 11 934 | 15 112 | 15 937 | 17 597 | 20 105 |

| 1901   | 1906   | 1911   | 1921   | 1926   | 1931   | 1936   | 1946   | 1954   |
| ------ | ------ | ------ | ------ | ------ | ------ | ------ | ------ | ------ |
| 25 330 | 31 191 | 38 138 | 46 053 | 48 888 | 54 185 | 58 638 | 55 080 | 59 730 |

| 1962 | 1968   | 1975   | 1982   | 1990   | 1999   | 2005   | 2006   | 2008   |
| --- | ------ | ------ | ------ | ------ | ------ | ------ | ------ | ------ |
| 59 491 | 58 118 | 54 488 | 59 830 | 65 389 | 69 694 | 84 000 | 84 415 | 85 054 |
| Para os censos de 1962 a 2006 a população legal corresponde à popolução sem duplicidades, segundo define o INSEE. |        |        |        |        |        |        |        |        |